# Єлизаветівська сільська рада (Приморський район)
Єлизаве́тівська сільська́ ра́да — адміністративно-територіальна одиниця та орган місцевого самоврядування у Приморському районі Запорізької області. Адміністративний центр — селище Єлизаветівка.

## Загальні відомості
- Територія ради: 2,483 км²
- Населення ради: 1 355 осіб (станом на 2001 рік)
- Територією сільради протікає річка Чокрак

## Населені пункти
Сільській раді були підпорядковані населені пункти:
- с-ще Єлизаветівка
- с. Єлизаветівка
- с. Підгірне

## Склад ради
Рада складалася з 16 депутатів та голови.
- Голова ради: Галанін Олександр Олегович
- Секретар ради: Островська Раїса Григорівна

### Керівний склад попередніх скликань
| Прізвище, ім'я, по батькові  | Основні відомості                                                                     | Дата обрання | Дата звільнення |
| ---------------------------- | ------------------------------------------------------------------------------------- | ------------ | --------------- |
| Пікарь Наталія Володимирівна | Сільський голова, 1952 року народження, позапартійна                                  | 26.03.2006   | 20.06.2008      |
| Галанін Олександр Олегович   | Сільський голова, 1970 року народження, освіта незакінчена вища, член Партії регіонів | 30.11.2008   | 31.10.2010      |
| Галанін Олександр Олегович   | Сільський голова, 1970 року народження, освіта незакінчена вища, член Партії регіонів | 31.10.2010   |                 |

Примітка: таблиця складена за даними сайту Верховної Ради України

### Депутати
За результатами місцевих виборів 2010 року депутатами ради стали:

#### За суб'єктами висування
| Суб'єкт висування | Кількість обраних депутатів | %    |
| ----------------- | --------------------------- | ---- |
| Партія регіонів   | 11                          | 68,8 |
| Народна партія    | 3                           | 18,8 |
| Самовисування     | 2                           | 12,5 |

#### За округами
| № округу        | Прізвище, ім'я, по батькові     | Дата визнання обраним | Освіта             | Партійна приналежність | Відомості про обраного депутата                         |
| --------------- | ------------------------------- | --------------------- | ------------------ | ---------------------- | ------------------------------------------------------- |
| Народна Партія  |                                 |                       |                    |                        |                                                         |
| 6               | Вальків Валерій Федорович       | 02.11.2010            | середня спеціальна | позапартійний          | ВАТ «Єлизаветівське», водій                             |
| 11              | Савченко Олег Олександрович     | 02.11.2010            | вища               | позапартійний          | ВАТ «Єлизаветівське», зав. Автотранспортного цеху       |
| 16              | Конопелько Анатолій Іванович    | 02.11.2010            | середня            | член Народної партії   | ВАТ «Єлизаветівське», механік                           |
| Партія регіонів |                                 |                       |                    |                        |                                                         |
| 1               | Кудрявський Анатолій Іванович   | 02.11.2010            | вища               | член Партії регіонів   | Єлизаветівська загальноосвітня школа, оператор котельні |
| 2               | Левицька Валентина Іванівна     | 02.11.2010            | середня спеціальна | член Партії регіонів   | Єлизаветівська загальноосвітня школа, кухар             |
| 3               | Самойленко Вікторія Анатоліївна | 02.11.2010            | вища               | член Партії регіонів   | ВАТ «Єлизаветівське», інженер ОП                        |
| 4               | Тараненко Катерина Едвінівна    | 02.11.2010            | вища               | член Партії регіонів   | Єлизаветівська загальноосвітня школа, вчитель           |
| 5               | Ільченко Марія Семенівна        | 02.11.2010            | середня спеціальна | член Партії регіонів   | тимчасово не працює                                     |
| 7               | Галкіна Ліна Миколаївна         | 02.11.2010            | середня спеціальна | член Партії регіонів   | пенсіонер                                               |
| 8               | Гаріджук Ірина Вікторівна       | 02.11.2010            | незакінчена вища   | член Партії регіонів   | ВАТ «Єлизаветівське», інспектор відділу кадрів          |
| 9               | Корябо Лілія Василівна          | 02.11.2010            | вища               | член Партії регіонів   | Єлизаветівська сільська рада, землевпорядник            |
| 10              | Колінько Сергій Петрович        | 02.11.2010            | вища               | член Партії регіонів   | ВАТ «Єлизаветівський елеватор», начальник виробництва   |
| 12              | Оптовка Лілія Анатоліївна       | 02.11.2010            | вища               | член Партії регіонів   | Єлизаветівська загальноосвітня школа, завуч             |
| 14              | Островська Раїса Григорівна     | 02.11.2010            | середня спеціальна | член Партії регіонів   | Єлизаветівська сільська рада, секретар                  |
| Самовисування   |                                 |                       |                    |                        |                                                         |
| 13              | Золкін Володимир Володимирович  | 02.11.2010            | вища               | позапартійний          | П'ятихацька колія, інженер                              |
| 15              | Окопний Віталій Якович          | 02.11.2010            | середня спеціальна | позапартійний          | правоохоронні органи, охоронник                         |